# Arenaria mandoniana
Arenaria mandoniana är en nejlikväxtart som beskrevs av Hugh Algernon Weddell. Arenaria mandoniana ingår i släktet narvar, och familjen nejlikväxter. Inga underarter finns listade i Catalogue of Life.